# Ukrainsk-ryska handelsavtalet 2013

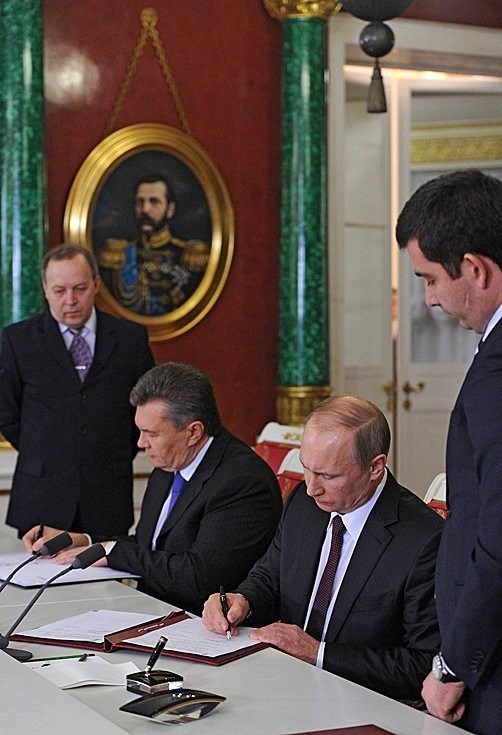
Rysslands president Vladimir Putin och Ukrainas president Viktor Janukovytj skrev 17 december 2013 under det bilaterala handelsavtalet.

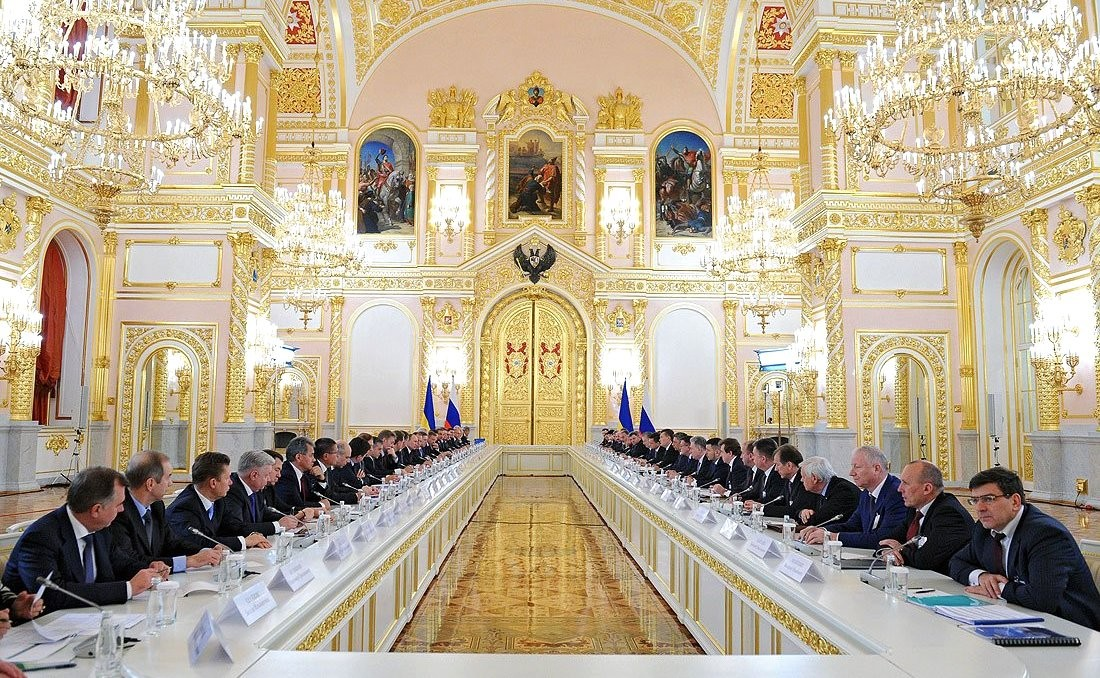
Rysslands (t.v.) och Ukrainas (t.h.) förhandlingsdelegationer 17 december i Kreml.

Det ukrainsk-ryska handelsavtalet var ett avtal om bland annat ekonomiskt stöd. Det framförhandlades och skrevs under medan Euromajdan-protesterna i Kiev pågick senhösten 2013. Avtalets faktiska betydelsen för Ukrainas ekonomi blev dock utan betydelse då landet sedan avtalet skrevs under 17 december 2013 har bytt regering och president, och Ryssland har ockuperat Krim (se Krimkrisen 2014).

## Avtalets utformning
Avtalet innehöll ukrainska lån och handelsförmåner med Ryssland. De två ländernas presidenter, Viktor Janukovytj och Vladimir Putin, träffades under denna period två gångar innan de 17 december i Moskva skrev under avtalet. 
- Ryssland skulle 14 januari 2014 sänka priset på den naturgas som Ukraina köper med 33%.

- Gaspriset skulle sänkas från cirka 400 dollar för 1 000 kubikmeter till 268 dollar, det vill säga ner från den marknadspris som västeuropeiska länder får betala, men fortfarande långt dyrare än vad Vitryssland betalar.[1]

Prissänkningen på gas är en viktig ekonomisk faktor, eftersom Ukrainas näringsliv är kraftigt beroende av gas inom sin energiförsörjning. Huvudsakligen gäller det Ukrainas kemiindustri, som då tryggade 15–20 procent av landets export. Den ryska gasen brukas dessutom inom metallurgi.
- Utöver de sänkta gaspriser skulle Ryssland ge Ukraina drygt 10 miljarder dollar och investerar ett lika stort belopp i ukrainska statsobligationer för att komma tillrätta med Ukrainas krisdrabbade ekonomi.

I avtalet ingick däremot inte ett medlemskap i den Eurasiska unionen.

## Bakgrunden för handelsavtalet
Bakgrunden för handelsavtalet var att EU och Ukraina den 30 mars 2012 tecknade ett samarbetsavtal inom ramen för det Östliga partnerskapet. Avtalet syftade till att minska Ukrainas ekonomiska beroende av Ryssland. EU ställde samtidigt villkor om demokrati och rättssäkerhet för att ratificera villkoret. Detta var krav som Ukrainas förhandlare inte kunde gå med på, och därför pausade man från ukrainsk sida förhandlingarna i november 2013. 
President Janukovytj sa då att Ukraina fortfarande siktade på att underteckna avtalet, men att man just då behövde ett ekonomiskt stödpaket.
Samtidigt med förhandlingarna med EU fortsatte Ukraina därför under hösten samtal med Ryssland om ländernas framtida handelsförbindelser. Man samtalade också om ett eventuellt ukrainskt inträde i den eurasiatiska ekonomiska unionen – tillsammans med Ryssland, Kazakstan, Armenien och Vitryssland.
Precis som EU utövade påtryckningar och ställde krav på Ukraina, gjorde även Ryssland det. I slutet av juli 2013 stoppade Ryssland importen av choklad och annat godis från Ukrainas största konfektyrproducent Roshen, som ägs av oligarken och senare presidenten Petro Porosjenko. Kvaliteten sas vara för låg, men beslutet tolkades i både Ukraina och i EU som ett ryskt sätt att stoppa Ukrainas närmanden till EU. I augusti fortsatte handelskriget med ytterligare importstopp från Rysslands sida.
21 november inledde oppositionen protester som gavs namnet Euromajdan. Demonstranterna stödde oppositionen och ville att Ukraina skulle integreras i det väst- och centraleuropeiska samarbetet och dessutom föra en mer västorienterad politik. De ville att Ukraina skulle skriva under ett avtal med EU istället för med den eurasiatiska ekonomiska unionen.

## Följder
Finansmarknaden reagerade snabbt och positivt på beskedet om det ukrainsk-ryska avtalet, låneräntan föll och det samma gjorde priset för att försäkra sig mot effekterna av att Ukraina skulle ställa in betalningarna.
Ukrainas dåvarande premiärminister Mykola Azarov uttalade att Internationella valutafondens krav att devalvera hryvnjan kunde ha lett till att den ukrainska valutan skulle ha fallit 1,5–2 gånger. Det ryska lånet för Ukraina stabiliserade under några månader valutareserverna, som bland annat minskat på grund av utbetalningar till Internationella valutafonden.
Samma kväll visade de direktsända tv-bilderna från Majdan Nezalezjnosti att antalet demonstranter minskat kraftigt. Efter handelsavtalet minskade antalet demonstranter i Kiev under en period till högst 100 000 på söndagar och övriga dagar var det endast några hundra som samlades framför scenen på det i övrigt öde torget. 24 december, som är en vardag i Ukraina, var endast 37 personer närvarande vid Euromajdans hjärta – scenen på Majdan Nezalezjnosti.Även västmediernas intresse för Euromajdan minskade markant under denna period. Det tydligaste resultat av handelsavtalet är i första omgång en förbättring av de ukrainsk-ryska relationerna och en stabilisering av den ukrainska ekonomin där en statsbankrutt inte längre var överhängande. Därmed förlorade oppositionen ett trumfkort som kunde ha tvingat Janukovytj och Mykola Azarovs regering till reella förhandlingar.
Den dåvarande oppositionen meddelade dock att de tänkte försöka blockera avtalet med Ryssland via det ukrainska parlamentet, men saknade fram till slutet av februari 2014 reellt parlamentariskt underlag, så avtalet kunde därför enbart stoppas med icke-parlamentariska metoder.
Euromajdan-demonstrationerna fortsatte dock under januari/februari, delvis av mer kravallartad karaktär. Våldsamma konfrontationer mellan aktivister och kravallpolis ledde under februari till ett antal dödsskjutningar, vilket i sin tur ledde till att den sittande ukrainska president och regering förlorade sitt parlamentariska stöd i Radan, parlamentet. Därefter valde parlamentet att genom misstroendevotum låta avsätta president Janukovytj och i förlängningen även Azarov-regeringen som inte heller den nu hade parlamentariskt stöd. Ryssland, som betecknade det ukrainska maktövertagandet som en statskupp, stödde därefter aktivt separationssträvanden i den autonoma republiken Krim. Sedan början av mars 2014 har Ryssland militärt stött en utbrytarregim i delrepubliken, som uttalat sig för en anslutning till Ryska federationen. Samtidigt har den nyvalda ukrainska regeringen fortsatt samtal om närmande till EU. 2013 års ukrainsk-ryska handelsavtal är i ljuset av dessa händelserna möjligen[källa behövs] inte mycket mer än en pappersprodukt.